# Monte Pennino (Prealpi Liguri)
Il monte Pennino è una montagna delle Prealpi Liguri alta 1270 m.

## Toponimo
Un tempo in monte era chiamato Galerin dalla gente del posto. Il toponimo Pennino deriverebbe dall'antica radice celtica penn, che significa cima o vetta.

## Descrizione

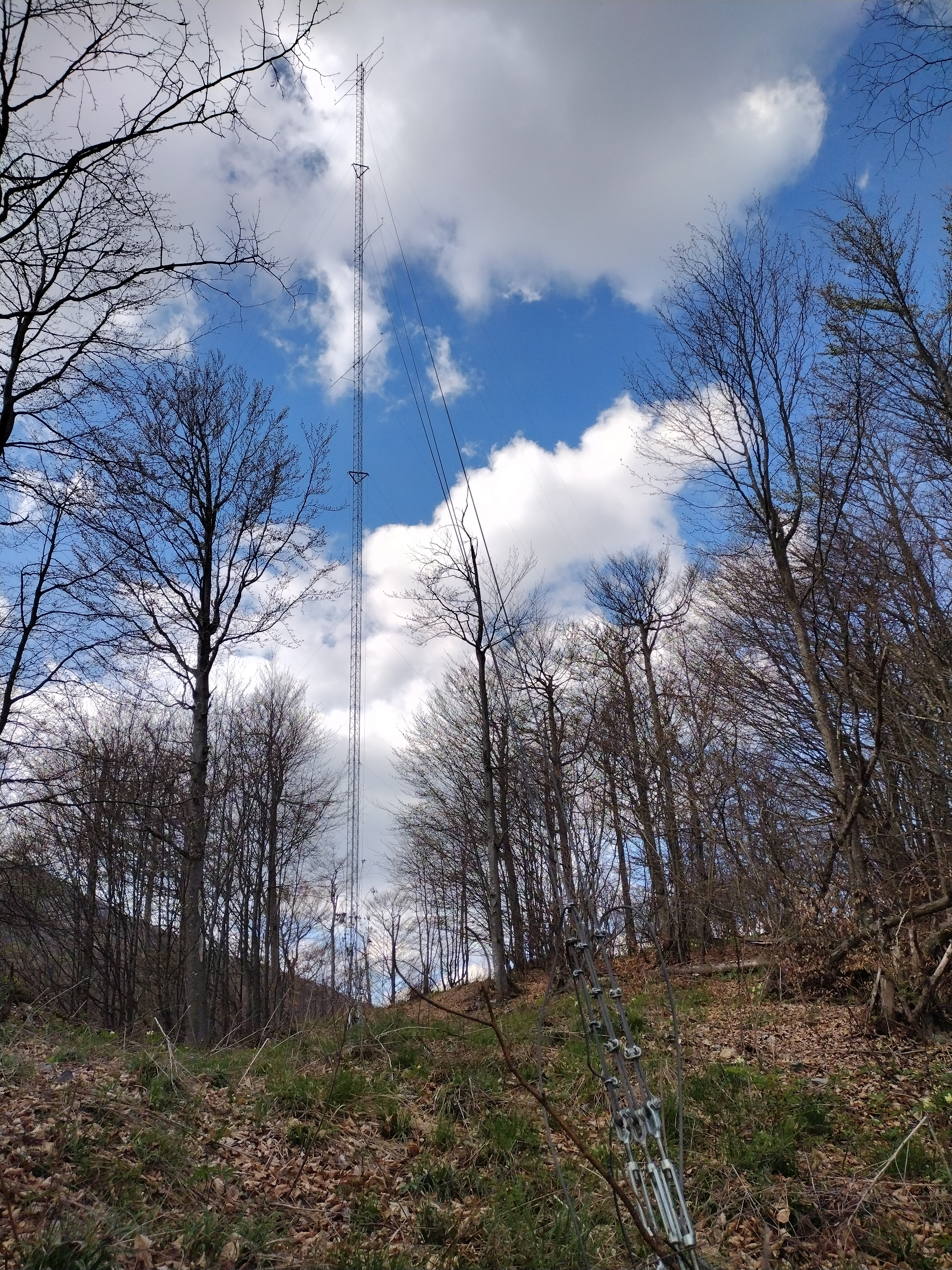
L'antenna nei pressi della cima

Il monte si trova a cavallo tra la Val Neva e l'Alta Val Tanaro, e fa parte della catena principale alpina. In direzione sud-ovest il crinale perde quota con il Bocchino delle Meraviglie e sale poi al Monte Galero. Nella direzione opposta lo spartiacque principale collega il monte Pennino al Colle San Bernardo e risale poi al Bric dello Schiavo. Poco ad ovest della cima del Monte Pennino si trova una altissima antenna strallata con cavi di acciaio. La montagna appartiene al comune di Garessio.

## Storia
Nel periodo napoleonico la zona venne coinvolta dagli scontri tra le truppe austro-sarde e quelle francesi. La guardia della montagna in particolare era stata affidata a un battaglione austriaco, che venne però sorpreso e travolto dal nemico.

## Accesso alla cima

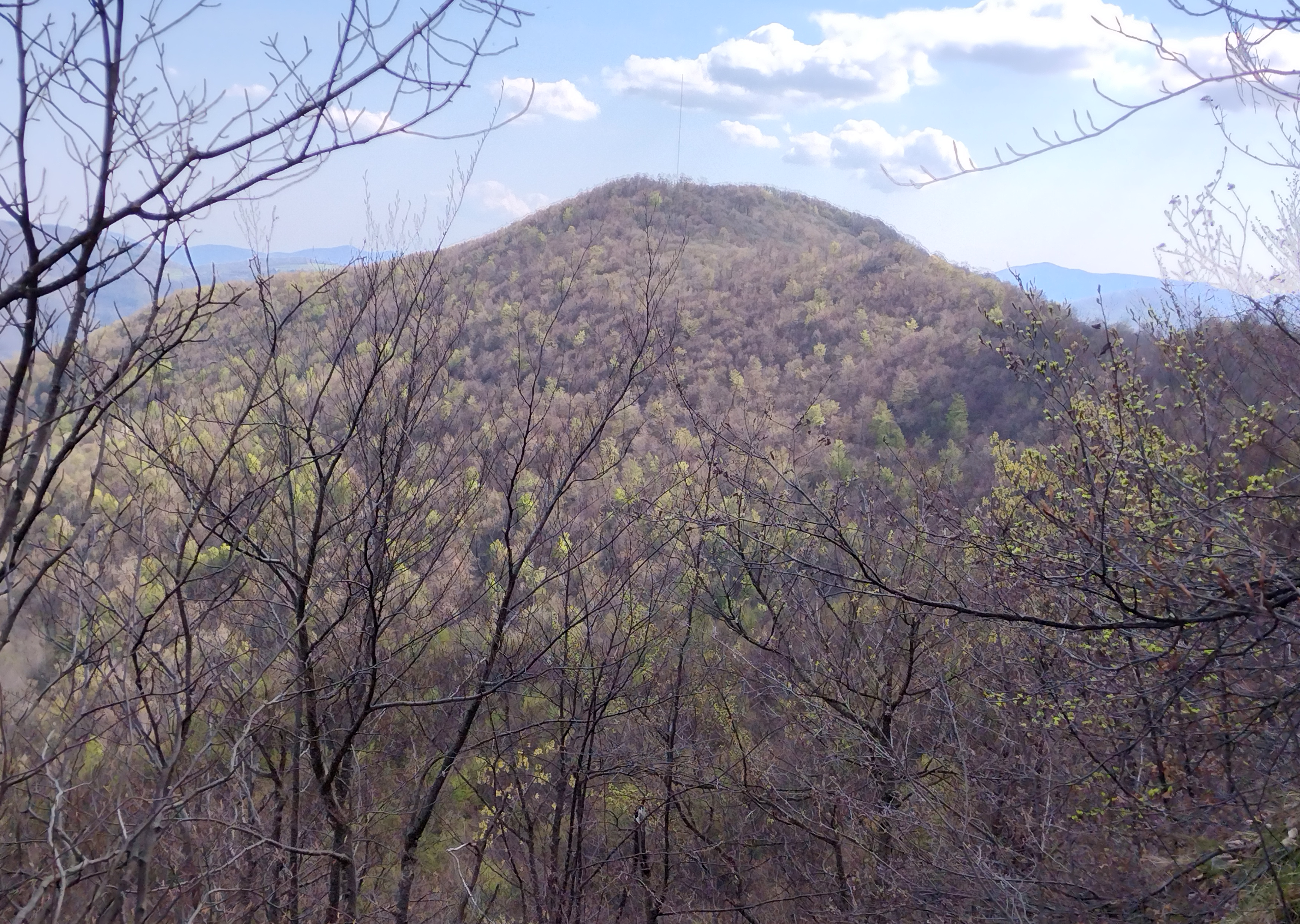
Vista da ovest

La montagna, ammantata da fitti boschi e dalle forme arrotondate, non presenta interesse alpinistico. Può essere raggiunta dal Bocchino delle Meraviglie, un valico della catena principale alpina collocato tra il Monte Galero e il Colle di San Bernardino e per il quale passa l'Alta Via dei Monti Liguri.